# NK Omladinac Novo Selo Rok
Nogometni klub Omladinac Novo Selo Rok hrvatski je nogometni klub iz mjesta Novo Selo Rok kraj Čakovca. U sezoni 2024./25. natječe se u 1. ŽNL Međimurskoj.
Osnovan je 1958. godine.

## Nastupi u završnicama kupa

### Kup maršala Tita
1982./83.
- šesnaestina završnice: NK Viko-Omladinac – NK Rijeka 0:4

## Vanjske poveznice
- Profil, HNS Semafor